# Armando Carrillo
(Valledupar, Cesar, Colombia; 3 de noviembre de 1985), más conocido como "La Perra Carrillo" es un exfutbolista y entrenador colombiano.
Actualmente está como formador en la categoría Cadete del club Paracuellos MX S.A.D., ayudando a niños en su crecimiento y desarrollo.

## Trayectoria como entrenador
Tras su retiro como jugador paso a entrenar al equipo Sub-20 del Valledupar FC junto con Wilberto Pana entre 2018-2021. Para el segundo semestre del año 2021 asume la dirección técnica del Equipo Azul en la Categoría Primera C de Colombia.

## Clubes

### Jugador
| Club                 | País      | Año       |
| -------------------- | --------- | --------- |
| Deportivo Cali       | Colombia  | 2002-2004 |
| Atlético Huila       | Colombia  | 2004      |
| Atlético Bucaramanga | Colombia  | 2005      |
| Deportivo Cali       | Colombia  | 2005-2009 |
| Atlético Nacional    | Colombia  | 2009      |
| Deportivo Cali       | Colombia  | 2010      |
| Deportes Tolima      | Colombia  | 2010      |
| Envigado FC          | Colombia  | 2011      |
| Atlético Huila       | Colombia  | 2012      |
| Atlético Bucaramanga | Colombia  | 2013      |
| Boyacá Chicó         | Colombia  | 2014      |
| Deportivo La Guaira  | Venezuela | 2014      |
| Metropolitanos       | Venezuela | 2015      |
| Atlético Venezuela   | Venezuela | 2015      |
| Valledupar FC        | Colombia  | 2017      |

### Formador
| Club                   | País     | Año       |
| ---------------------- | -------- | --------- |
| Valledupar Fútbol Club | Colombia | 2018-2021 |

### Entrenador
| Club        | País     | Año  |
| ----------- | -------- | ---- |
| Equipo Azul | Colombia | 2021 |

## Estadística como jugador
| Club                            | Div.          | Temporada     | Liga  | Liga  | Copa Nacional | Copa Nacional | Copa Internacional | Copa Internacional | Total | Total |
| Club                            | Div.          | Temporada     | Part. | Goles | Part.         | Goles         | Part.              | Goles              | Part. | Goles |
| ------------------------------- | ------------- | ------------- | ----- | ----- | ------------- | ------------- | ------------------ | ------------------ | ----- | ----- |
| Deportivo Cali · Colombia       | 1.ª           | 2002-04       | 140   | 26    | —             | —             | —                  | —                  | 159   | 32    |
| Deportivo Cali · Colombia       | 1.ª           | 2005-09       | 140   | 26    | 10            | 4             | 9                  | 2                  | 159   | 32    |
| Deportivo Cali · Colombia       | 1.ª           | 2010          | 9     | 3     | —             | —             | —                  | —                  | 9     | 3     |
| Deportivo Cali · Colombia       | Total club    | Total club    | 149   | 29    | 10            | 4             | 9                  | 2                  | 168   | 35    |
| Atlético Huila · Colombia       | 1.ª           | 2004          | 15    | 8     | —             | —             | —                  | —                  | 15    | 8     |
| Atlético Huila · Colombia       | 1.ª           | 2012          | 22    | 1     | 4             | 3             | —                  | —                  | 26    | 4     |
| Atlético Huila · Colombia       | Total club    | Total club    | 37    | 9     | 4             | 3             | 0                  | 0                  | 41    | 12    |
| Atlético Bucaramanga · Colombia | 1.ª           | 2005          | 13    | 3     | —             | —             | —                  | —                  | 13    | 3     |
| Atlético Bucaramanga · Colombia | 2.ª           | 2013          | 18    | 1     | 8             | 1             | —                  | —                  | 26    | 2     |
| Atlético Bucaramanga · Colombia | Total club    | Total club    | 31    | 4     | 8             | 1             | 0                  | 0                  | 39    | 5     |
| Atlético Nacional · Colombia    | 1.ª           | 2009          | 5     | 0     | —             | —             | —                  | —                  | 5     | 0     |
| Atlético Nacional · Colombia    | Total club    | Total club    | 5     | 0     | 0             | 0             | 0                  | 0                  | 5     | 0     |
| Deportes Tolima · Colombia      | 1.ª           | 2010          | 8     | 0     | —             | —             | —                  | —                  | 8     | 0     |
| Deportes Tolima · Colombia      | Total club    | Total club    | 8     | 0     | 0             | 0             | 0                  | 0                  | 8     | 0     |
| Envigado FC · Colombia          | 1.ª           | 2011          | 27    | 6     | —             | —             | —                  | —                  | 27    | 6     |
| Envigado FC · Colombia          | Total club    | Total club    | 27    | 6     | 0             | 0             | 0                  | 0                  | 27    | 6     |
| Boyacá Chicó · Colombia         | 1.ª           | 2014          | 16    | 4     | —             | —             | —                  | —                  | 16    | 4     |
| Boyacá Chicó · Colombia         | Total club    | Total club    | 16    | 4     | 0             | 0             | 0                  | 0                  | 16    | 4     |
| Deportivo La Guaira · Venezuela | 1.ª           | 2014          | 14    | 1     | —             | —             | 2                  | 0                  | 16    | 1     |
| Deportivo La Guaira · Venezuela | Total club    | Total club    | 14    | 1     | 0             | 0             | 2                  | 0                  | 16    | 1     |
| Metropolitanos FC · Venezuela   | 1.ª           | 2015          | 17    | 10    | —             | —             | —                  | —                  | 17    | 10    |
| Metropolitanos FC · Venezuela   | Total club    | Total club    | 17    | 10    | 0             | 0             | 0                  | 0                  | 17    | 10    |
| Atlético Venezuela · Venezuela  | 1.ª           | 2015          | 12    | 1     | 2             | 0             | —                  | —                  | 14    | 1     |
| Atlético Venezuela · Venezuela  | Total club    | Total club    | 12    | 1     | 2             | 0             | 0                  | 0                  | 14    | 1     |
| Valledupar FC · Colombia        | 2.ª           | 2017          | 21    | 2     | 3             | 0             | —                  | —                  | 24    | 2     |
| Valledupar FC · Colombia        | Total club    | Total club    | 21    | 2     | 3             | 0             | 0                  | 0                  | 24    | 2     |
| Total carrera                   | Total carrera | Total carrera | 337   | 66    | 27            | 8             | 11                 | 2                  | 375   | 76    |

## Estadistíca como entrenador
Actualizado hasta el día 27 de noviembre de 2021.
| Equipo                 | Torneo            | Partidos | Partidos | Partidos | Partidos | Goles | Goles | Goles |
| Equipo                 | Torneo            | PJ       | PG       | PE       | PP       | GF    | GC    | DG    |
| ---------------------- | ----------------- | -------- | -------- | -------- | -------- | ----- | ----- | ----- |
| Equipo Azul · Colombia |                   |          |          |          |          |       |       |       |
| Primera C 2021         | 26                | 15       | 10       | 1        | 63       | 22    | (+41) |       |
| Total club             | 26                | 15       | 10       | 1        | 63       | 22    | (+41) |       |
| Consolidado Total      | Consolidado Total | 26       | 15       | 10       | 1        | 63    | 22    | (+41) |

## Palmarés

### Campeonatos nacionales
| Título              | Club           | País     | Año  |
| ------------------- | -------------- | -------- | ---- |
| Torneo Finalización | Deportivo Cali | Colombia | 2005 |

### Distinciones individuales
- Futbolista más joven en anotar gol en la Primera División de Colombia con el Deportivo Cali.